# لسکوواتس (پتروواتس)
لسکوواتس (به صربی: Leskovac) یک منطقهٔ مسکونی در صربستان است که در پتروواتس نا ملاوی واقع شده‌است.